# Алексус Гринкевич
Алексус Грегорі Гринкевич (позивний «Грінч») — генерал Повітряних сил США, з 4 липня 2025 року — командувач Європейського командування США та головнокомандувач ОЗС НАТО в Європі.
Протягом своєї кар'єри Грінкевич був пілотом F-16 Fighting Falcon та F-22 Raptor, а також має кваліфікацію командира-пілота Повітряних сил США з більше ніж 2300 годинами нальоту.
У 2020—2022 роках — директор з операцій Центрального командування США, з 2022 до 2024 — командир Дев'ятих повітряних сил, з 2024 до 2025 — директор з операцій Об'єднаного штабу.

## Походження
Алексус Гринкевич — американець білоруського походження. Його прадід Ілля Степанович Гринкевич емігрував до США у 1899 році з Мінська. Батько Алексуса, Грегорі Вейн Гринкевич (1949—2012), був науковцем і винахідником.

## Кар'єра
1993 року здобув ступінь бакалавра наук з військової історії в Академії Повітряних сил США та офіцерське звання другого лейтенанта після завершення навчання. 1994 року здобув ступінь магістра з історії в Університеті Джорджії. Із вересня 1994 до серпня 1996 року проходив льотну підготовку на авіабазах Ванс в Оклахомі та Люк в Аризоні. Його подальша освіта охоплювала також Школу офіцерів ескадрилей (1997) році, Командно-штабний коледж Повітряних сил США (2003), Військово-морську аспірантуру і Воєнний коледж Повітряних сил США (2006) та Коледж штабу об'єднаних сил (2010) серед інших курсів.
У червні 2025 року Північноатлантична рада затвердила Гринкевича на посаді головнокомандувача сил НАТО в Європі.
Алексус Гринкевич у коментарі Bild, опублікованому 18 липня 2025 року, висловив думку, що Європейський союз і США мають усього 18 місяців на підготовку до глобального воєнного конфлікту з Китаєм і Росією.